# Teologia do domínio
A teologia do domínio, também denominada dominionismo, é um conjunto de ideologias políticas que buscam submeter a vida pública ao domínio religioso dos cristãos (notadamente neopentecostais), e da interpretação que estes fazem da lei bíblica. O grau de aplicação das normas, e as formas usadas para adquirir autoridade administrativa, variam. Por exemplo, a teologia do domínio pode incluir a teonomia, mas não necessariamente envolver a defesa da adesão à Lei Mosaica como base de governo. A denominação é aplicada principalmente a grupos cristãos dos Estados Unidos da América, embora também esteja presente no Brasil.
Seguidores destacados desta ideologia, incluem o reconstrucionismo cristão calvinista, cristianismo carismático e os movimentos pentecostais Kingdom Now e a Nova Reforma Apostólica. A maioria dos grupos contemporâneos incluídos na teologia do domínio surgiram nos anos 1970 de movimentos religiosos que reafirmam aspectos do nacionalismo cristão. O integralismo da Igreja Católica, é considerado algumas vezes como parte integrante da denominação dominionista, mas trata-se de um movimento muito mais antigo e com diferenças marcantes em relação ao dominionismo protestante, visto que está vinculado à doutrina de que a Igreja Católica é a única igreja verdadeira.

## Etimologia

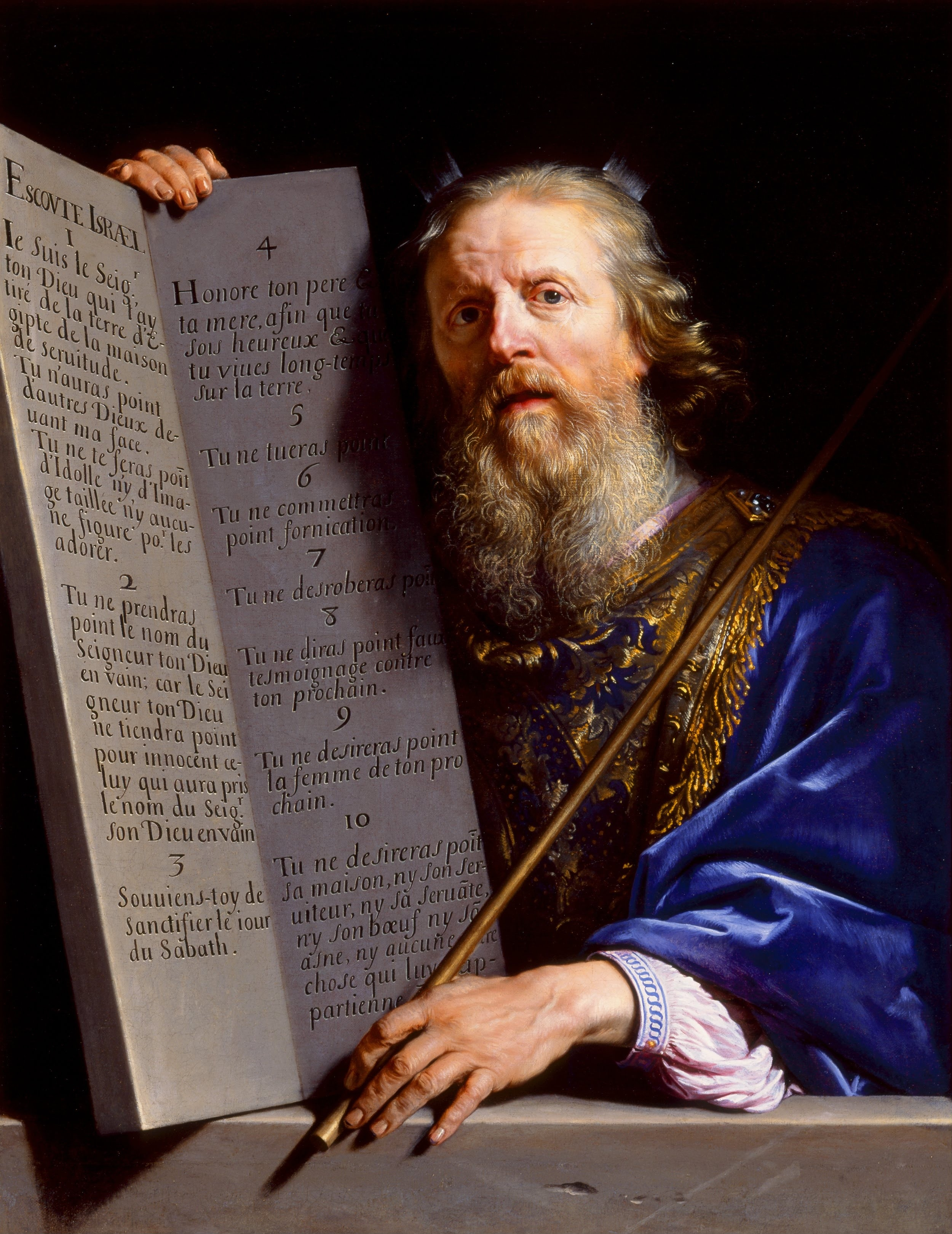
"Moisés apresentando as Tábuas da Lei", Philippe de Champaigne, c.1648

A teologia do domínio é uma referência à tradução da Bíblia do Rei Jaime de Gênesis 1:28, no qual Deus concede à humanidade o "domínio" sobre a Terra:
E Deus os abençoou, e Deus lhes disse: "Frutificai e multiplicai-vos, e enchei a terra, e sujeitai-a; e dominai sobre os peixes do mar e sobre as aves dos céus, e sobre todo o animal que se move sobre a terra".
Em fins dos anos 1980, proeminentes autores evangélicos usaram a expressão teologia do domínio e termos semelhantes, como dominionismo, para denominar um agrupamento de variados movimentos teológicos que apelavam diretamente àquela passagem no Gênesis. Cristãos tipicamente interpretam o versículo como a responsabilidade sobre a Terra dada por Deus à humanidade, mas um dos aspectos mais distintos da teologia do domínio, é que isto é interpretado como um mandato para a administração cristã em assuntos civis, não menos do que em outros assuntos humanos.

## Tipos

### Reconstrucionismo cristão protestante
Um exemplo de dominionismo na teologia reformada é o reconstrucionismo cristão, que se originou nos ensinamentos de R. J. Rushdoony nas décadas de 1960 e 1970. Sua teologia concentra-se na teonomia, no governo da Lei de Deus e em sua crença de que toda a sociedade deveria ser ordenada de acordo com as leis que governavam os israelitas no Antigo Testamento. Suas ideias sobre a lei bíblica no governo civil são expostas de forma mais abrangente em The Institutes of Biblical Law, mas ele escreveu muitos outros livros que tratam do assunto. O sistema proposto por Rushdoony é fortemente calvinista ao enfatizar a soberania de Deus sobre a liberdade e ação humana e negar a operação dos dons carismáticos nos dias atuais (continuacionismo). Ambos os aspectos estão em oposição direta à teologia do Kingdom Now ("Reino Já", numa tradução livre).
Um dos principais seguidores de Rushdoony foi seu genro, Gary North. Militante anticomunista e adepto das teorias econômicas liberais de L. von Mises e Friedrich Hayek, North fundou o Institute  for  Christian  Economics (ICE), instituição voltada para divulgar o reconstrucionismo dentro de um arcabouço de economia liberal, visando atingir um público mais amplo. Autor prolífico, com mais de 50 livros lançados, North também fundou a Dominion Press, uma editora voltada para a difusão do reconstrucionismo. Segundo North, a pobreza é algo natural, pois apenas Deus escolhe quem deseja enriquecer; o Estado somente pode promover a melhoria das condições de vida da população, caso siga estritamente a lei bíblica. North não acreditava em liberdade ou neutralidade religiosa, e trabalhava pela construção de uma sociedade baseada na Bíblia, onde finalmente seria negada "a liberdade religiosa dos inimigos de Deus". Mesmo na defesa da aplicação da pena capital, North seguia a Lei Mosaica: os condenados sofreriam lapidação, "devido à ampla disponibilidade de pedras e seu baixo custo". Na década de 1990, North também previu que o bug do milênio causaria um colapso global, dando aos cristãos a oportunidade de "impor o domínio por meio das igrejas".
Outra importante personalidade desta corrente teológica foi Francis Schaeffer, que embora fosse crítico de Rushdoony, notadamente quanto a separação entre Igreja e Estado, contribuiu para divulgar o reconstrucionismo através dos seus escritos, particularmente da trilogia Morte da Razão, O Deus que intervém e O Deus que se revela, traduzida para diversos idiomas. Em 1981, Schaeffer também foi o autor de Um manifesto Cristão, obra que pretendia se contrapor ao Manifesto Comunista (1848) e ao Manifesto Humanista (1973). Segundo o Manifesto de Schaeffer, os EUA haviam se desviado dos seus princípios bíblicos e adotado um ponto de vista humanista (e portanto ímpio), que incluíam a legalização do aborto e a secularização das escolas públicas. Embora considerada uma obra menor no conjunto de publicações de Schaeffer, o Manifesto serviu como texto-base de fundamentação da nova direita cristã.
Um outro nome de peso dentro do reconstrucionismo é C. Peter Wagner, falecido em 2016. De origem anglicana, Wagner se tornou um influente teólogo junto às denominações neopentecostais, as quais ele denominava de terceira onda. Publicou mais de 80 livros, sobre guerra espiritual, maldições hereditárias e temáticas assemelhadas. Foi um dos grandes impulsionadores da Nova Reforma Apostólica (NRA), que pretende constituir um governo apostólico para submeter todos os segmentos da sociedade ao comando de Jesus Cristo. Wagner foi o responsável pela popularização da teologia do domínio em vários países, inclusive no Brasil, onde esteve diversas vezes como convidado, pelo Ministério Internacional da Restauração e pela Igreja Batista da Lagoinha.
Adeptos plenos do reconstrucionismo, são poucos e marginalizados entre a maioria dos cristãos. Dave Hunt Albert James Dager,, Albert James Dager, Hal Lindsey e Thomas Ice, criticam especificamente o reconstrucionismo cristão de um ponto de vista cristão, e discordam em bases teológicas dos seus elementos teocráticos, calvinistas, e pós-milenaristas. J. Ligon Duncan, Sherman Isbell, Vern Poythress, Robert Godfrey e Sinclair Ferguson analisam o reconstrucionismo como calvinistas conservadores, fazendo principalmente uma crítica teológica de seus elementos teocráticos. Michael J. McVicar observou que muitos dos principais reconstrucionistas cristãos também são escritores importantes nos círculos paleolibertários.
Alguns cientistas sociais usaram a palavra dominionismo para se referir à adesão ao reconstrucionismo cristão.

### Integralismo católico

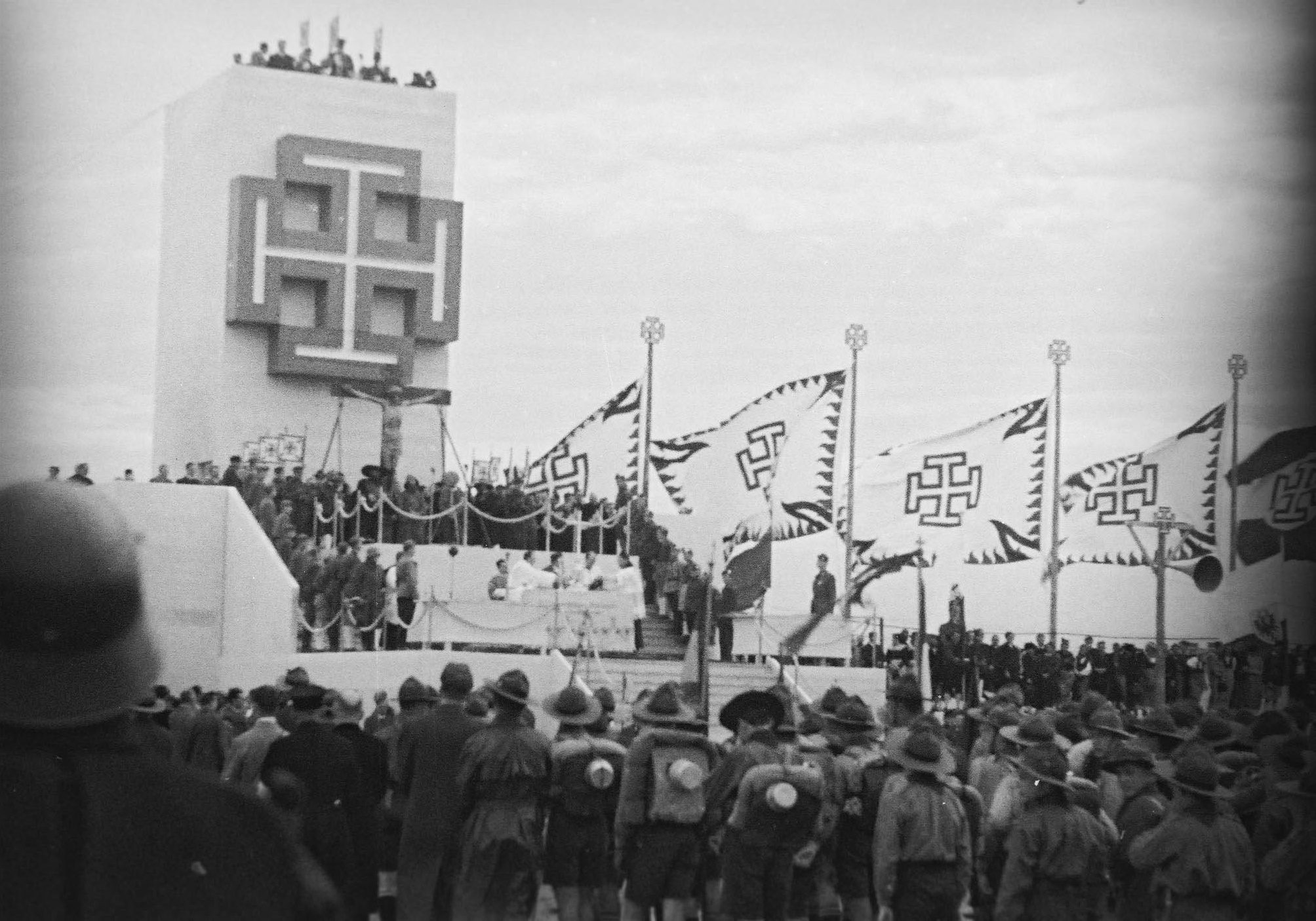
Comício da Frente Patriótica, 1936

O integralismo católico tem sido caracterizado como uma forma de teologia dominionista, mas na realidade é muito mais antigo e teologicamente distinto do dominionismo defendido pelos protestantes. Antonio Spadaro e Marcelo Figueroa disseram que os integralistas católicos firmaram uma aliança ecumênica não tradicional com os reconstrucionistas protestantes, que compartilham "o mesmo desejo de influência religiosa na esfera política". Da mesma forma, no National Catholic Reporter, Joshua J. McElwee escreveu que os integralistas católicos, juntamente com os seus homólogos protestantes, desejam estabelecer um “tipo teocrático de Estado”. Mas, em última análise, os objectivos dos dominionistas protestantes e dos integralistas católicos são divergentes, uma vez que os integralistas católicos aderem à doutrina de que a Igreja Católica é a "única igreja verdadeira" e que toda forma de protestantismo é "herética". No entanto, isso não impediu a cooperação entre eles, quando esta foi mutuamente benéfica.
O integralismo católico tem uma história muito mais longa do que o dominionismo protestante que surgiu nos EUA na década de 1970 e, na verdade, tem a sua raiz na doutrina católica tradicional sobre as relações Igreja-Estado que se desenvolveu quando os governos da Europa eram quase todos estados confessionais católicos e tinham o catolicismo como sua religião oficial. Tal concepção política foi denominada "Cristandade", com o ápice da autoridade política em mãos do Sacro Imperador Romano e o ápice da autoridade espiritual detida pelo Sumo Pontífice (Papa). Após o movimento em direção ao secularismo liberal e a abolição de igrejas nacionais, vários estados modernos eventualmente reagiram com um integralismo revivido, muitas vezes de forma fascista ou protofascista, como na Espanha sob a liderança de Francisco Franco, em Portugal sob António Salazar e na Áustria sob Engelbert Dollfuß e sua Frente Patriótica. Hoje, apenas um punhado de países mantém o catolicismo como religião oficial estabelecida de estado, mas ainda existem movimentos noutras nações e entre alguns na hierarquia católica, que apoiam um renascimento do integralismo em estados que se tornaram seculares.
Nos últimos anos, um "integralismo católico revivido" tem sido notado entre a geração mais jovem de católicos que escrevem para sites como o The Josias. Pode-se dizer que o integralismo é apenas a continuação moderna da concepção católica tradicional das relações Igreja-Estado elucidada pelo Papa Gelásio I e exposta ao longo dos séculos até o Sílabo dos erros, que condenou a ideia de que a separação entre Igreja e Estado é um bem moral. Por exemplo, alguns católicos elogiaram as ações de Pio IX no Caso Mortara de 1858, no qual ele ordenou o rapto de um menino judeu de seis anos, que teria sido supostamente batizado sem o consentimento dos pais:1039–1041. Um relato sistemático do integralismo católico como uma filosofia política coerente, foi escrito pelos teólogos católicos Thomas Crean e Alan Fimister: Integralism: a manual of political philosophy.
Hoje, os tratados políticos da Igreja Católica com vários países, conhecidos como concordatas, são criticados por alguns grupos liberais e democráticos de direitos humanos, por promoverem o integralismo católico. Mais de 200 concordatas estão em vigor. Algumas delas garantem explicitamente que o catolicismo seja reconhecido como religião oficial de Estado em vários países, e outras concedem reconhecimento histórico da fé católica e concedem certos direitos e privilégios à Igreja.

### Teologia pentecostalKingdom Now
A teologia Kingdom Now é um ramo da teologia do domínio que tem seguidores dentro do pentecostalismo, e despertou atenções desde fins dos anos 1980.
Esta teologia afirma que embora Satanás esteja no controle do mundo desde a Queda do homem, Deus está procurando pessoas que o ajudem a retomar o domínio. Aqueles que se renderem à autoridade dos apóstolos e profetas de Deus assumirão o controle dos reinos deste mundo, sendo estes definidos como todas as instituições sociais, o "reino" da educação, o "reino" da ciência, o "reino" das artes, etc. C. Peter Wagner, o fundador da Nova Reforma Apostólica, escreve: "A teologia prática que melhor constrói uma base sob a transformação social, é a teologia do domínio, às vezes chamada de 'Kingdom Now'. Sua história pode ser traçada de R.J. Rushdoony e Abraham Kuyper, até João Calvino".
A teologia Kingdom Now é influenciada pelo movimento Latter Rain, e os críticos o conectam à Nova Reforma Apostólica, ao "Cristianismo de Guerra Espiritual", e ao pensamento do ministério quíntuplo.
A teologia Kingdom Now não deve ser confundida com a teologia do Reino, que está relacionada com a escatologia inaugurada.

#### Mandato dos Sete Montes
O Dominionismo dos Sete Montes, também conhecido como Mandato dos Sete Montes ou 7MM, tornou-se uma manifestação mais prevalente da teologia Kingdom Now desde o início de 2010. Bill Bright, Loren Cunningham e Francis Schaeffer são frequentemente creditados como tendo recebido a mesma visão divina que revelou o Mandato dos Sete Montes em 1975. O mandato propõe que existem sete "montes" que os cristãos devem controlar para estabelecer uma teocracia cristã global e preparar o mundo para o retorno de Jesus: governo, educação, mídia, artes e entretenimento, religião, família, e negócios. O mandato se baseia em duas passagens bíblicas: Isaías 2:2-3 que diz: "E acontecerá nos últimos dias que se firmará o monte da casa do Senhor no cume dos montes, e se elevará por cima dos outeiros", e Apocalipse 17:1–18, que descreve "uma besta escarlate... [com] sete cabeças e dez chifres". Líderes cristãos proeminentes que apoiam o Dominionismo dos Sete Montes incluem David Barton, James Dobson, John Hagee, Bill Johnson, Lance Wallnau e Paula White. Políticos notáveis que a adotaram incluem Michele Bachmann, Sam Brownback, Ted Cruz, Newt Gingrich, Mike Huckabee, Charlie Kirk, Sarah Palin e Rick Perry.

## Direita cristã
No final da década de 1980, a socióloga Sara Diamond começou a escrever sobre a intersecção da teologia do domínio com o ativismo político da direita cristã. Diamond argumentou que "a importância primária da ideologia [reconstrucionista cristã] é o seu papel como catalisadora para o que é vagamente chamado de 'teologia do domínio'". De acordo com Diamond, "em grande parte através do impacto dos escritos de Rushdoony e North, o conceito de que os cristãos são biblicamente obrigados a 'ocupar' todas as instituições seculares, tornou-se a ideologia central unificadora para a direita cristã" (ênfase no original) nos Estados Unidos.:138
Embora reconhecendo o pequeno número de adeptos reais, autores como Diamond e Frederick Clarkson argumentaram que o reconstrucionismo cristão pós-milenarista desempenhou um papel importante em pressionar o direito cristão, predominantemente pré-milenarista, a adotar uma postura dominionista mais agressiva.
Misztal e Shupe concordam com Sara Diamond e Frederick Clarkson ao argumentar: "Os reconstrucionistas têm muito mais simpatizantes que se enquadram em algum lugar na estrutura dominionista, mas que não são membros de carteirinha". De acordo com Diamond, "embora esotérico, o reconstrucionismo é o tipo de teologia do domínio mais fundamentado intelectualmente".
O jornalista Frederick Clarkson definiu o dominionismo como um movimento que inclui a teologia do domínio e o reconstrucionismo como subconjuntos, mas tem um âmbito muito mais amplo e estende-se a grande parte da direita cristã nos Estados Unidos.
Em seu estudo de 1992 sobre a teologia do domínio e sua influência na direita cristã, Bruce Barron escreveu:
No contexto dos esforços evangélicos estadunidenses para penetrar e transformar a vida pública, a marca distintiva de um dominionista é o compromisso de definir e levar a cabo uma abordagem para a construção de uma sociedade que seja conscientemente definida como exclusivamente cristã, e dependente especificamente do trabalho de cristãos, em vez de se basear num consenso mais amplo.
Em 1995, Diamond declarou que a influência da teologia do domínio era "prevalente na direita cristã".
O jornalista Chip Berlet acrescentou em 1998, que embora representem ideias teológicas e políticas diferentes, os dominionistas reafirmam o dever cristão de assumir "o controle de uma sociedade secular pecaminosa".
Em 2005, Clarkson enumerou as seguintes características partilhadas por todas as formas de dominionismo:

1. Os dominionistas celebram o nacionalismo cristão, na medida em que acreditam que os Estados Unidos já foram, e deveriam ser novamente, uma nação cristã. Desta forma, negam as raízes iluministas da democracia americana.
2. Os dominionistas promovem a supremacia religiosa, na medida em que geralmente não respeitam a igualdade de outras religiões, ou mesmo de outras versões do Cristianismo.
3. Os dominionistas endossam visões teocráticas, na medida em que acreditam que os Dez Mandamentos, ou "lei bíblica", deveriam ser o fundamento da lei americana, e que a Constituição dos Estados Unidos deveria ser vista como um veículo para a implementação dos princípios bíblicos.

A ensaísta Katherine Yurica começou a usar o termo dominionismo em seus artigos em 2004, começando com "The Despoiling of America" (11 de fevereiro de 2004). Autores que também usam o termo dominionismo em sentido mais amplo, incluem o jornalista Chris Hedges, Marion Maddox, James Rudin, Michelle Goldberg, Kevin Phillips , Sam Harris, Ryan Lizza, Frank Schaeffer e o grupo TheocracyWatch. Alguns autores aplicaram a expressão a um espectro mais amplo de pessoas do que Diamond, Clarkson e Berlet.
Sarah Posner em artigo na Salon, argumenta que existem várias "iterações de dominionismo que apelam aos cristãos para entrarem... no governo, no judiciário, na mídia, e assim por diante... para que sejam controlados por cristãos". De acordo com Posner, "figuras da direita cristã promoveram o dominionismo... e o Partido Republicano cortejou... líderes religiosos pelos votos de seus seguidores." Ela acrescentou: "Se as pessoas realmente entendessem o dominionismo, elas se preocupariam com isso entre os ciclos eleitorais".
Michelle Goldberg observa que George Grant escreveu em seu livro de 1987, The Changing of the Guard: Biblical Principles for Political Action:
Os cristãos têm uma obrigação, um mandato, uma incumbência, uma santa responsabilidade de recuperar a terra para Jesus Cristo – de ter domínio nas estruturas civis, tal como em todos os outros aspectos da vida e da religiosidade... mas é o domínio que buscamos. Não apenas uma voz... a política cristã tem como objetivo principal a conquista da terra – dos homens, das famílias, das instituições, das burocracias, dos tribunais e dos governos, para o Reino de Cristo.

### Espectro do dominionismo
Escritores como Chip Berlet e Frederick Clarkson distinguem entre o que chamam de dominionismo "duro" e "suave". Tais comentaristas definem o dominionismo "suave" como a crença de que "a América é uma nação cristã" e se opõe à separação entre Igreja e Estado, mas o dominionismo "duro" refere-se à teologia do domínio e ao reconstrucionismo cristão.
Michelle Goldberg usa os termos nacionalismo cristão e dominionismo para os casos acima. De acordo com Goldberg:
Em muitos aspectos, o dominionismo é mais um fenômeno político do que teológico. Ele atravessa denominações cristãs, desde seitas severas e austeras, até a cultura de sinais e maravilhas das megaigrejas modernas. Pense nisso como o islamismo político, que molda o ativismo de uma série de movimentos fundamentalistas antagônicos, desde os wahhabitas sunitas no mundo árabe, até fundamentalistas xiitas no Irã.
Berlet e Clarkson concordam que "os dominionistas suaves são nacionalistas cristãos". Diferentemente de "dominionismo", a frase "nação cristã" ocorre comumente nos escritos de líderes da direita cristã. Proponentes da ideia (como David Barton e D. James Kennedy) argumentam que os Pais Fundadores dos Estados Unidos eram majoritariamente cristãos, que os documentos fundadores como a Declaração da Independência e a Constituição, são baseados em princípios cristãos, e que um caráter cristão é fundamental para a cultura estadunidense. Citam, por exemplo, um comentário de 1892 da Suprema Corte dos Estados Unidos, de que "[os Estados Unidos] são uma nação cristã", depois de citarem numerosos argumentos históricos e jurídicos em apoio à essa afirmação.
Kennedy caracterizou a sua perspectiva sobre o envolvimento político cristão como mais semelhante à democracia participativa do que ao dominionismo. Numa entrevista com Terry Gross da NPR, perguntou-se a Kennedy se ele queria que todos os detentores de cargos públicos fossem cristãos. Kennedy respondeu:"temos pessoas que são seculares, humanistas e descrentes que estão constantemente apoiando, de todas as maneiras possíveis, outras pessoas que compartilham desses pontos de vista. E não me oponho a isso. Esse é o privilégio deles. E creio que os cristãos deveriam ter o mesmo privilégio, de votar em pessoas as quais eles acreditam que compartilham suas opiniões sobre a vida e o governo. E é apenas disso que estou falando".

## Críticas ao uso da expressão
Aqueles rotulados como dominionistas raramente usam os termos dominionista e dominionismo para se autodescreverem, e algumas pessoas atacaram o uso de tais palavras. O jornalista e comentarista conservador Stanley Kurtz, escrevendo para a National Review, rotulou-o de "absurdo conspiratório", "paranoia política" e "apelo ao ódio", e criticou as "caracterizações vagas" de Hedges que lhe permitiam "pintar uma imagem altamente questionável de uma massa cristã 'dominionista', virtualmente sem rosto e sem nome". Kurtz também reclamou de uma ligação percebida entre os evangélicos cristãos comuns e o extremismo, como o reconstrucionismo cristão:
A noção de que os cristãos conservadores querem restabelecer a escravatura e governar através do genocídio não é apenas uma loucura, é absolutamente perigosa. A parte mais perturbadora da história de capa da Harper's (a de Chris Hedges) foi a tentativa de ligar os conservadores cristãos a Hitler e ao fascismo. Assim que reconheçamos a semelhança entre cristãos conservadores e fascistas, parece sugerir Hedges, poderemos confrontar o mal cristão deixando de lado 'as velhas regras educadas da democracia'. Portanto, teorias da conspiração selvagens e visões de genocídio são, na verdade, desculpas para a esquerda ignorar as regras da democracia e derrotar os cristãos conservadores – por todos os meios necessários.
Joe Carter, da First Things, escreve:
Não existe uma "escola de pensamento" denominada "dominionismo". O termo foi cunhado na década de 1980 por Diamond e nunca é usado fora de blogs e sites liberais. Nenhum estudioso respeitável usa o termo, pois é um neologismo sem sentido que Diamond inventou para sua dissertação.
Diamond nega ter cunhado o sentido mais amplo do termo dominionismo, que aparece em sua dissertação e em Roads to Dominion apenas para descrever a teologia do domínio. No entanto, Diamond deu origem à ideia de que a teologia do domínio é a "ideologia unificadora central para a direita cristã":138.
Jeremy Pierce, do First Things, cunhou a palavra dominionismista para descrever aqueles que promovem a ideia de que existe uma conspiração dominionista e escreveu:
Parece-me irresponsável agrupar [Rushdoony] com Francis Schaeffer e aqueles que foram influenciados por ele, especialmente tendo em conta os muitos exemplos registrados de Schaeffer resistindo exatamente aos tipos de pontos de vista que Rushdoony desenvolveu. Na verdade, parece-me um erro da magnitude de algumas das bobagens históricas do próprio Rushdoony, considerar que existe uma perspectiva chamada dominionismo (sic) que Rushdoony, Schaeffer, James Dobson e todas as outras pessoas na lista de alguma forma compartilham e que procura colocar os cristãos e apenas os cristãos em todas as posições influentes na sociedade secular.
Lisa Miller, da Newsweek, escreve que "'dominionismo' é a palavra-chave paranoica" e que "certos jornalistas usam 'dominionista' da mesma forma que algumas pessoas na Fox News usam a palavra xaria. Sua estranheza assusta as pessoas. Sem história ou contexto, a palavra cria uma mentalidade de cerco na qual 'nós' precisamos nos proteger contra 'eles'". Ross Douthat, do The New York Times, observou que "muitas das pessoas que escritores como Diamond e outros descrevem como 'dominionistas' rejeitariam o rótulo, muitas definições de dominionismo combinam várias teologias políticas cristãs muito diferentes, e há um debate acalorado sobre se o termo é mesmo útil".
Outras críticas se concentraram no uso adequado da expressão. Berlet escreveu que "só porque alguns críticos da direita cristã estenderam o termo dominionismo para além do seu ponto de ruptura não significa que devamos abandonar o termo", e argumentou que em vez de rotular os conservadores como extremistas, seria melhor "falar com estas pessoas" e "envolvê-las". Diamond escreveu: "os escritos dos liberais sobre os planos de tomada de controle da direita cristã, geralmente assumiram a forma de teoria da conspiração" e argumentou que, em vez disso, deveria-se "analisar as maneiras sutis" pelas quais ideias como o dominionismo "se consolidam nos movimentos e por quê". Os autores Robert Gagnon e Edith Humphrey argumentaram fortemente contra o uso do termo, em referência ao pré-candidato à presidência dos EUA, Ted Cruz, num artigo de opinião em 2016 para a Christianity Today.

## Críticas à interpretação dominionista
Em 2024, num artigo para o site ICL Notícias, o teólogo Leonardo Boff traçou um panorama do surgimento e do desenvolvimento da teologia do domínio, desde suas raízes no calvinismo do século XVI, em Genebra, até seu ressurgimento durante o reconstrucionismo cristão calvinista da década de 1970, nos Estados Unidos. No artigo, Boff contesta a interpretação dada ao primeiro capítulo do Gênesis, que embasa o dominionismo, e lembra que há duas versões da criação no Gênesis, mas apenas aquela que diz respeito ao domínio foi aproveitada pelos adeptos desta teologia. Segundo o teólogo, o texto "assim como está, legitima todo tipo de dominação e serviu aos desenvolvimentistas de argumento para o seu projeto de crescimento ilimitado". Ainda segundo Boff e outros estudiosos, o sentido original em hebraico das palavras radash (Gênesis 1:26) e kabash (Gênesis 1:28), não tem o significado de domínio e subjugação, mas de "governar bem, como o Criador governa a sua criação" e "agir como um rei bom, não dominador, que sabiamente olha para os seus súditos".
Esta distinção fica ainda mais clara na segunda versão do Gênesis, a qual diverge da primeira em aspectos fundamentais. Nela, todos os seres vivos, inclusive o homem, são tirados do pó da terra, ressaltando assim que todos possuem a mesma origem humilde (Gênesis 2-4:25); a mulher não existe apenas para procriar, mas para ser a companheira do homem (Gênesis 2:23); e o Jardim do Éden não é um "domínio", mas um lugar que deve ser cultivado e guardado (abad e shamar, Gênesis 2:15). Conclui Boff sua interpretação do texto bíblico:
Aqui não existe base nenhuma para o domínio, ao contrário, nega-o em favor de uma convivência harmoniosa entre todos.
Boff finaliza o artigo afirmando que a interpretação dada pelos fundamentalistas ao primeiro capítulo do Gênesis, está "a serviço de um sentido político, totalitário e excludente de domínio sobre os povos e a Terra, como sendo o projeto de Deus. Nada mais distorcido e falso".